# パルシュ族

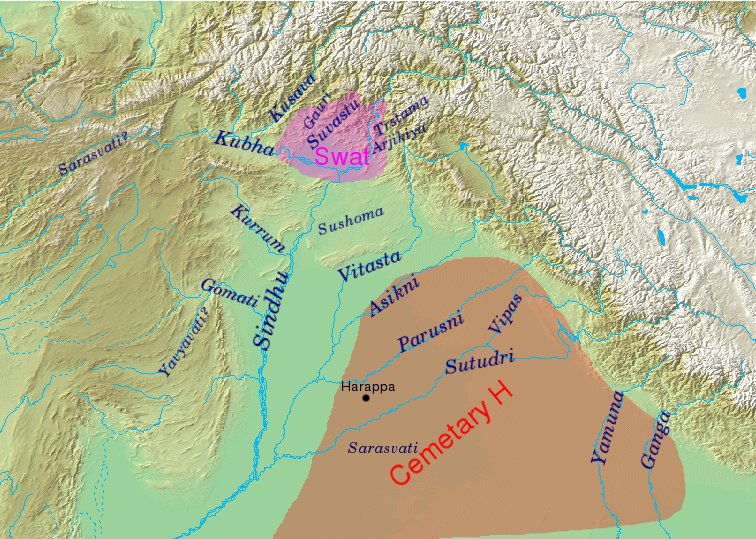
十王戦争の戦場となった五河地方（パンジャーブ）

パルシュ族（サンスクリット語 पर्शु Parśu）は、古代インドの宗教文献『リグ・ヴェーダ』に言及される部族のひとつ。
十王戦争に、プール族をはじめとする十王軍のひとつとして参戦し、スダース王率いるトリツ族・バラタ族軍に敗れた。

## ペルシア人との関係
パルシュ族は、古代ペルシア人を指すとする説がある。
- アッシリアの紀元前844年の碑文で、ペルシア人が「パルシュ」と呼ばれている。
- ベヒストゥン碑文で、ペルシア人の土地を「パールサ」と呼んでいる。

以上のようなことが根拠とされているが、結論は出ていない。